# Elecciones estatales de Puebla de 1986
Las Elecciones estatales de Puebla de 1986 se llevaron a cabo el domingo 30 de noviembre de 1986, y en ellas se renovaron los siguientes cargos de elección popular en el estado mexicano de Puebla:
- Gobernador de Puebla. Titular del Poder Ejecutivo del estado, electo para un periodo de seis años no reelegibles en ningún caso, el candidato electo fue Mariano Piña Olaya.
- 210 Ayuntamientos. Formados por un Presidente Municipal y regidores

## Resultados electorales

### Gobernador
|  | 12.3 % |

|  | 81.4 % |

|  | 1.2 % |

|  | 0.8 % |

|  | 1.9 % |

|  | 2.3 % |

|  | 100 % |

|  | 0 % |

|  | 49.1 % |

|  | 50.9 % |